# 베이커 볼
베이커 볼(Baker Bowl)은 미국 펜실베이니아주 필라델피아에 위치한 야구장이다. 과거 MLB 필라델피아 필리스와 NFL 필라델피아 이글스의 홈구장으로 사용했다.